# Фергюсон, Гленн
Гленн Фергюсон (англ. Glenn Ferguson; род. 10 июля 1969 года в Белфасте) — футболист и футбольный тренер из Северной Ирландии.
Фергюсон провёл более 1000 матчей за карьеру, выступая за «Ардс», «Гленавон», «Линфилд» и «Лисберн Дистиллери». Забил в общей сложности 563 гола, став вторым после Джимми Джонса (646) в рейтинге бомбардиров за всю историю футбола Северной Ирландии. Он также сыграл пять матчей за сборную Северной Ирландии. За свою 21-летнюю карьеру Фергюсон завоевал 30 медалей.
Он также в течение пяти лет тренировал «Баллимена Юнайтед», с которым дважды выигрывал Каунти Антрим Шилд.

## Ранние годы
Гленн Фернгюсон родился 10 июля 1969 года в больнице Дандональд в семье Томаса и Иды Фергюсон и является самым младшим из их троих детей.

## Карьера игрока

### Клубная карьера
Первую половину своей игровой карьеры он провёл за «Ардс» и «Гленавон», затем в январе 1998 года присоединился к «Линфилду» за рекордную трансферную сумму для Ирландской лиги в размере 55000 фунтов стерлингов. Этот рекорд был побит в августе 2019 года, когда Джейми Макгонигл перешёл в «Крусейдерс» за 60000 фунтов.
Он является лучшим бомбардиром «Линфилда» в еврокубках с 5 голами. Фергюсон открыл свой счет еврокубковым мячам голом престижа, когда «Линфилд» на выезде проиграл со счётом 5:1 «Омония Никосия» в Кубке УЕФА 1998/99. На следующей неделе он снова забил уже в домашнем матче. Фергюсон дважды забил в матче против «Хаки» в Лиге чемпионов 2000/01, а свой пятый и последний гол в еврокубках он забил «Стабеку» в Кубке УЕФА 2002/03.
1 декабря 2006 года он забил свой 226-й гол за «Линфилд», в результате чего его общее количество голов за карьеру составило 476, он стал третьим по результативности бомбардиром в истории Северной Ирландии, уступая только Джимми Джонсу и Джо Бэмбрику.
2 февраля 2008 года, в финале Кубка североирландской лиги, Фергюсон вышел на замену за 20 минут до конца, «Линфилд» уступал «Крусейдерс» 2:1. Он забил дважды за последние пять минут, сумев переломить ход матча, «Линфилд» выиграл 3:2. Это были его 500-й и 501-й гол в ирландском футболе, а также 250-й и 251-й гол за «Линфилд». 9 февраля 2008 года он стал лучшим бомбардиром кубка Северной Ирландии, забив два гола в матче против «Бангора». 13 декабря 2008 года Фергюсон забил свой 277-й гол в своей 500-й игре за «Линфилд», принеся победу над «Колрейном» со счётом 4:1.
В мае 2009 года он покинул «Линфилд», после чего подписал контракт с «Лисберн Дистиллери», где и завершил свою карьеру.
28 августа 2010 года он сыграл свой 1000-й матч на высшем уровне в Северной Ирландии — его команда одержала победу со счётом 2:1 над «Ньюри Сити». Фергюсон сыграл свой последний матч в карьере 30 апреля 2011 года, «Лисберн Дистиллери» дома победил «Клифтонвилл» со счётом 4:3.

### Международная карьера
Фергюсон ранее играл за вторую сборную Северной Ирландии, а в конце 1998 года впервые был вызван в основную сборную Северной Ирландии. Он дебютировал 7 апреля 1999 года в матче против Канады, но затем не играл до 2001 года. Всего он провёл пять матчей. Также он представлял команду сборной Североирландской лиги, сыграл четыре матча и забил два гола.

## Тренерская карьера
30 декабря 2011 года Фергюсон был назначен тренером «Баллимена Юнайтед». Его дебютом стала игра против своего бывшего клуба «Линфилда» 8 января 2012 года. 27 ноября 2012 года он выиграл свой первый трофей в качестве тренера, когда «Баллимена» победила «Линфилд» в финале Каунти Антрим Шилд. Фергюсон вывел «Баллимену Юнайтед» в финал кубка Северной Ирландии впервые после победы в 1989 году, но на этот раз клуб проиграл «Гленавону» 2:1. Фергюсон был уволен в 2016 году, его заменил Дэвид Джеффри.